# Roślina drzewiasta

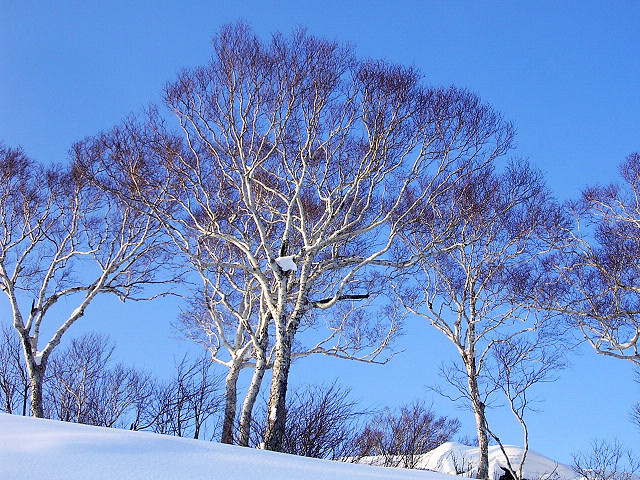
Drzewo – brzoza Ermana

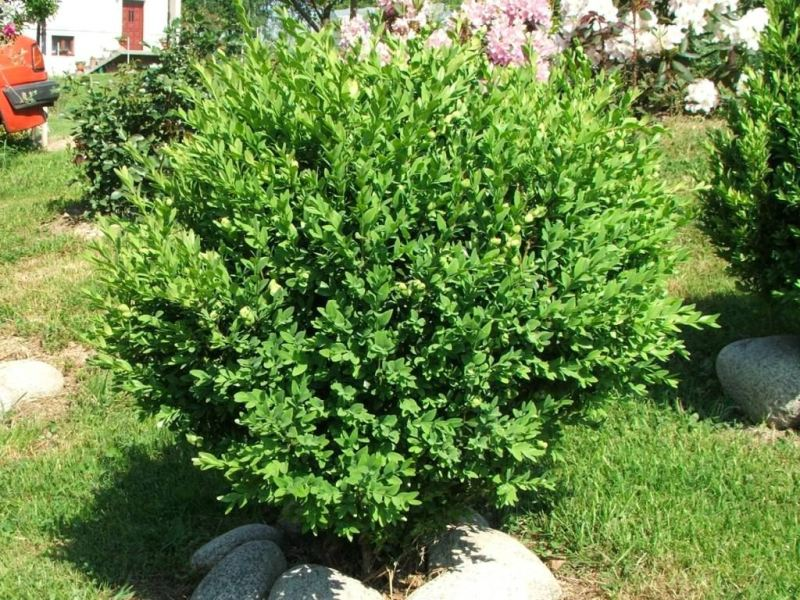
Krzew – bukszpan wieczniezielony

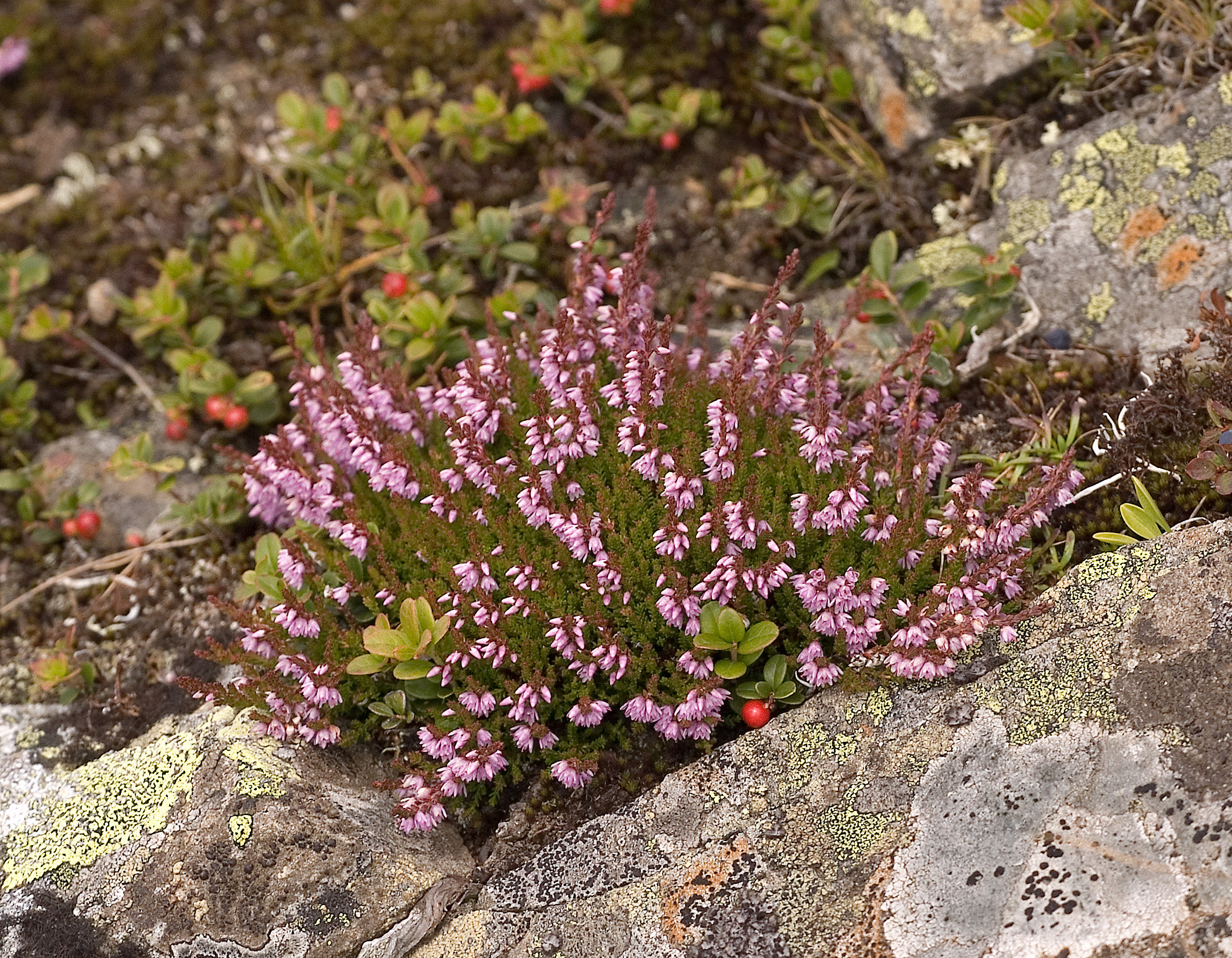
Krzewinka – wrzos pospolity

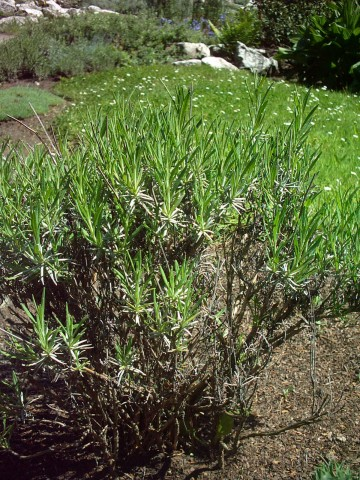
Półkrzew – lawenda lekarska

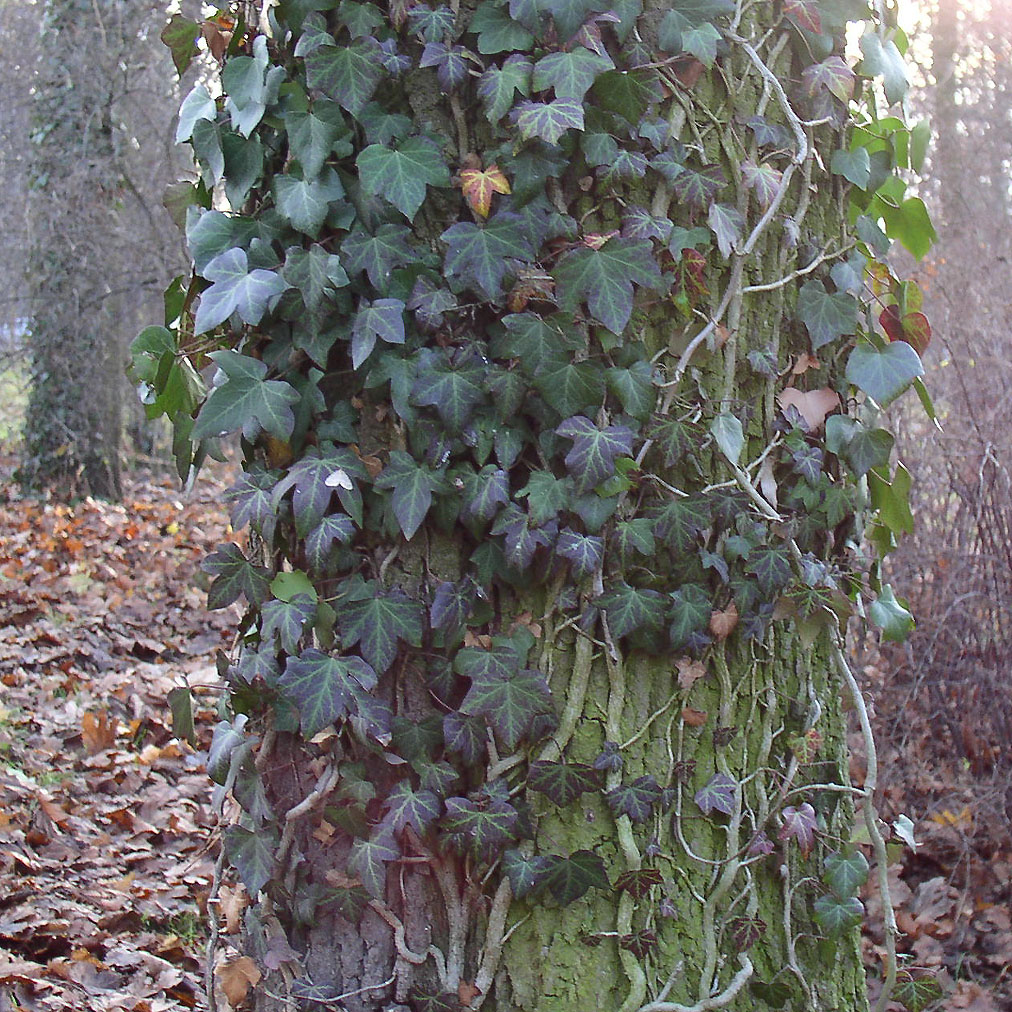
Pnącze – bluszcz pospolity

Roślina drzewiasta – roślina wieloletnia o silnie zdrewniałych, trwałych łodygach nadziemnych, często także i korzeniach. W przeciwieństwie do bylin, u których cała część nadziemna zamiera na zimę, zdrewniałe nadziemne części roślin drzewiastych nie zamierają w okresie zimy. Nie jest to takson, ale grupa roślin o zbliżonej budowie morfologicznej. Rośliny drzewiaste to zazwyczaj rośliny długowieczne.
Wśród roślin drzewiastych w zależności od pokroju i charakteru wzrostu wyróżnia się:
- Drzewa – charakteryzują się wyraźnie wznoszącą się ku górze częścią nadziemną (łodygą), nazywaną pniem. Pień rozgałęzia się na pewnej wysokości, tworząc koronę, złożoną z gałęzi (pędów bocznych).
- Krzewy – ich łodyga rozgałęzia się u podstawy pędu głównego na wiele pędów równorzędnych. Dojrzałe krzewy zazwyczaj nie są zróżnicowane na pień i koronę.
- Krzewinki – bardzo niskie krzewy, nierzadko płożące się po ziemi.
- Półkrzewy – tylko dolna część pędu jest zdrewniała, górna część pędu nie drewnieje. Pokrojem przypominają małe krzewy.
- Pnącza – ich pędy są wydłużone i zazwyczaj elastyczne i cienkie. Potrzebują podpory, aby piąć się w górę.

Należy zaznaczyć, że powyższy podział jest podziałem umownym i mogą występować formy pośrednie. Wiele gatunków roślin tradycyjnie klasyfikowanych jako krzewy może w specyficznych warunkach osiągnąć pokrój małego drzewa (np. bez czarny). Zdarza się również, że w niesprzyjających warunkach typowe drzewa wytwarzają formy krzewiaste (np. jarząb pospolity).
Rośliny drzewiaste stanowią dominujący składnik klimaksu – ostatecznego etapu sukcesji ekologicznej. Na większości obszarów kuli ziemskiej etapem tym jest las, w którym drzewa i krzewy stanowią zdecydowanie dominujący element.
Badaniem roślin drzewiastych zajmuje się dendrologia.